# Фуко, Жан Бернар Леон
Жан Берна́р Лео́н Фуко́ (фр. Jean Bernard Léon Foucault; 18 сентября 1819, Париж — 11 февраля 1868, там же) — французский физик, механик и астроном, член Парижской Академии наук (1865). Состоял членом Берлинской академии наук, был членом-корреспондентом Петербургской Академии наук (1860), иностранным членом Лондонского королевского общества (1864).
С 1845 года редактировал научный отдел журнала «Journal des Debats». В 1855 году назначен физиком Парижской обсерватории, вскоре избран членом Бюро долгот.
Известен прежде всего как создатель маятника Фуко и изобретатель гироскопа.

## Биография

### Ранние годы
Будучи сыном издателя, Леон Фуко получал начальное образование в основном дома (в Париже и Нанте) и в Коллеже Станислава в Париже. Затем он начал изучать медицину, но вскоре забросил её, и посвятил себя физике. Вначале он интересовался опытами Луи Дагера в области фотографии. В течение трёх лет он был ассистентом Альфреда Донне, французского профессора и биолога, на его лекциях по микроскопической анатомии.
Вместе с Ипполитом Физо Фуко провёл серию экспериментов по изучению интенсивности солнечного света, сравнивая её со светом от угольных электродов в дуговой лампе и светом от извести в пламени кислородно-водородной горелки. Он также интересовался интерференцией инфракрасного излучения, траекториями световых лучей и хроматической поляризацией света.

### Зрелость
В 1840-х годах работы Фуко публиковались в научном журнале Comptes rendus (Доклады французской академии наук), в которых он описывал электромагнитный регулятор для электрических дуговых ламп. Данный регулятор впервые дал возможность фиксировать вольтову дугу. При своих опытах с ним Фуко первым наблюдал обращение Фраунгоферовой линией D. Также, в сотрудничестве со своим другом Жюлем Реньо, он написал статью о бинокулярном зрении, опубликованную в том же журнале.
В 1850 году Фуко проводил эксперимент, над которым работал Франсуа Араго в 1843 году. С помощью вращающегося зеркала Чарльза Уитстона в сочетании с устройством из вогнутых зеркал Фуко продемонстрировал, что в воздухе свет распространяется быстрее, чем в воде. Это опровергло корпускулярную теорию света в пользу волновой теории, до тех пор, пока концепция корпускулярно-волнового дуализма не объединила эти представления в рамках квантовой физики. Фуко установил, что скорость света в среде обратно пропорциональна показателю преломления среды, в которой он распространяется. За эти открытия он получил степень доктора на факультете естественных наук Парижского университета, защитив диссертацию на тему «О скоростях света в воздухе и в воде» (фр. Sur les vitesses de la lumière dans l'air et dans l'eau).

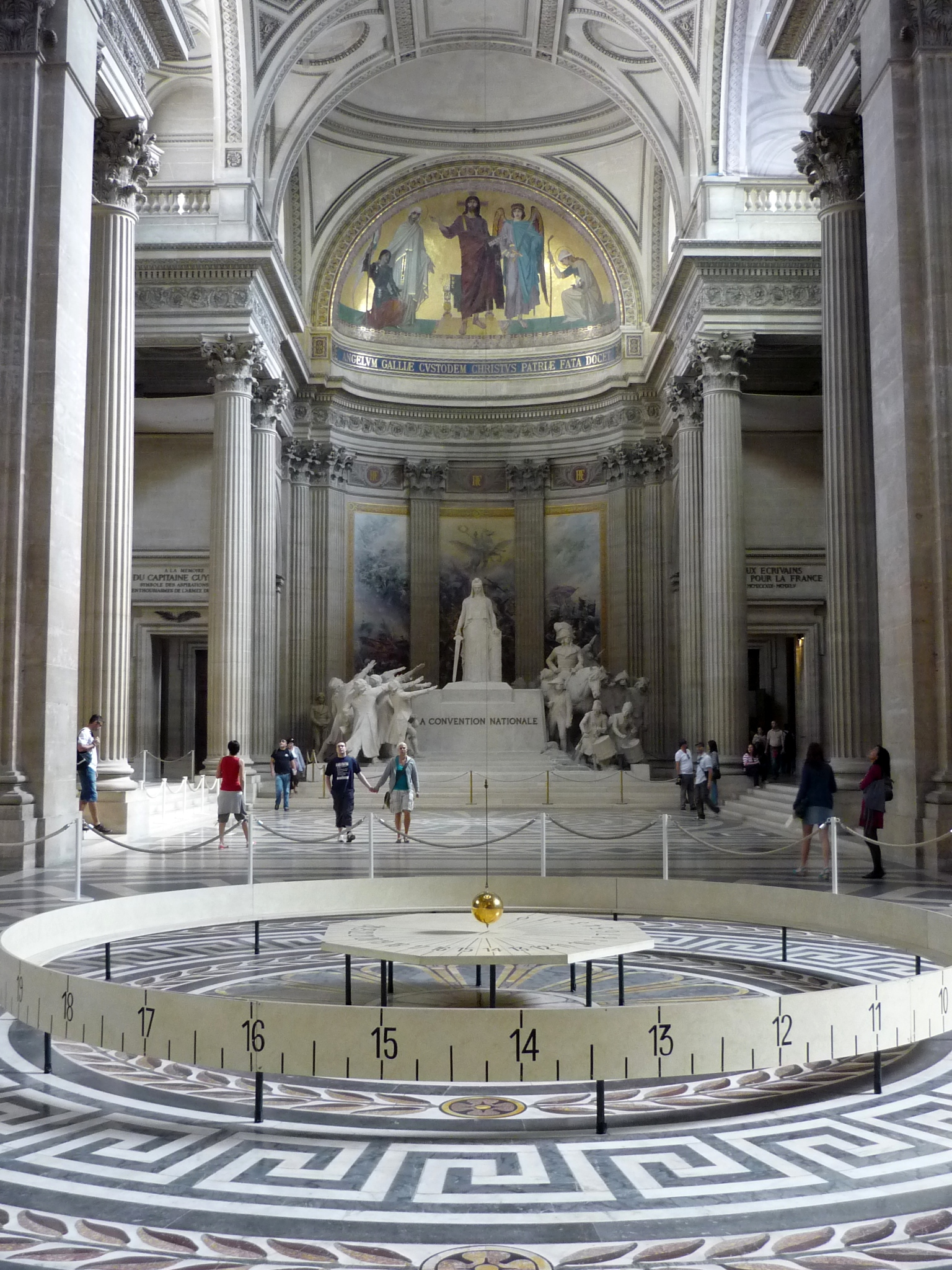
Маятник Фуко в Парижском Пантеоне

В 1851 году Фуко экспериментально подтвердил и наглядно продемонстрировал суточное вращение Земли, используя свободное вращение плоскости качания маятника  длиной 67 метров с шаром весом 28 килограммов и диаметром 18 сантиметров, подвешенного под куполом Пантеона в Париже (см. Маятник Фуко). За эту демонстрацию, а также за изобретение термина «гироскоп», он в 1855 году получил медаль Копли Лондонского королевского общества. В том же году он стал ассистентом по физике в Парижской обсерватории.
В сентябре того же года он обнаружил, что сила, необходимая для вращения медного диска, возрастает, когда его край вращается между полюсами магнита. При этом диск нагревается из-за вихревых токов, индуцируемых в металле.
В 1854 году Фуко получил задание сравнить световую силу двух типов светильного газа. В результате своих работ, он изобрел фотометр с разделенным полем зрения.
В следующем году он был назначен физиком Парижской обсерватории, где с 1858 года разрабатывал телескопы с посеребренными стеклянными зеркалами.
В 1857 году Фуко изобрел поляризатор, а в следующем году разработал так называемый теневой метод Фуко для придания зеркалам телескопов-рефлекторов формы сфероида или параболоида вращения. Данный метод, после его усовершенствования Августом Тёплером в 1864 году, стал известен как шлирен-метод.

### Поздние годы

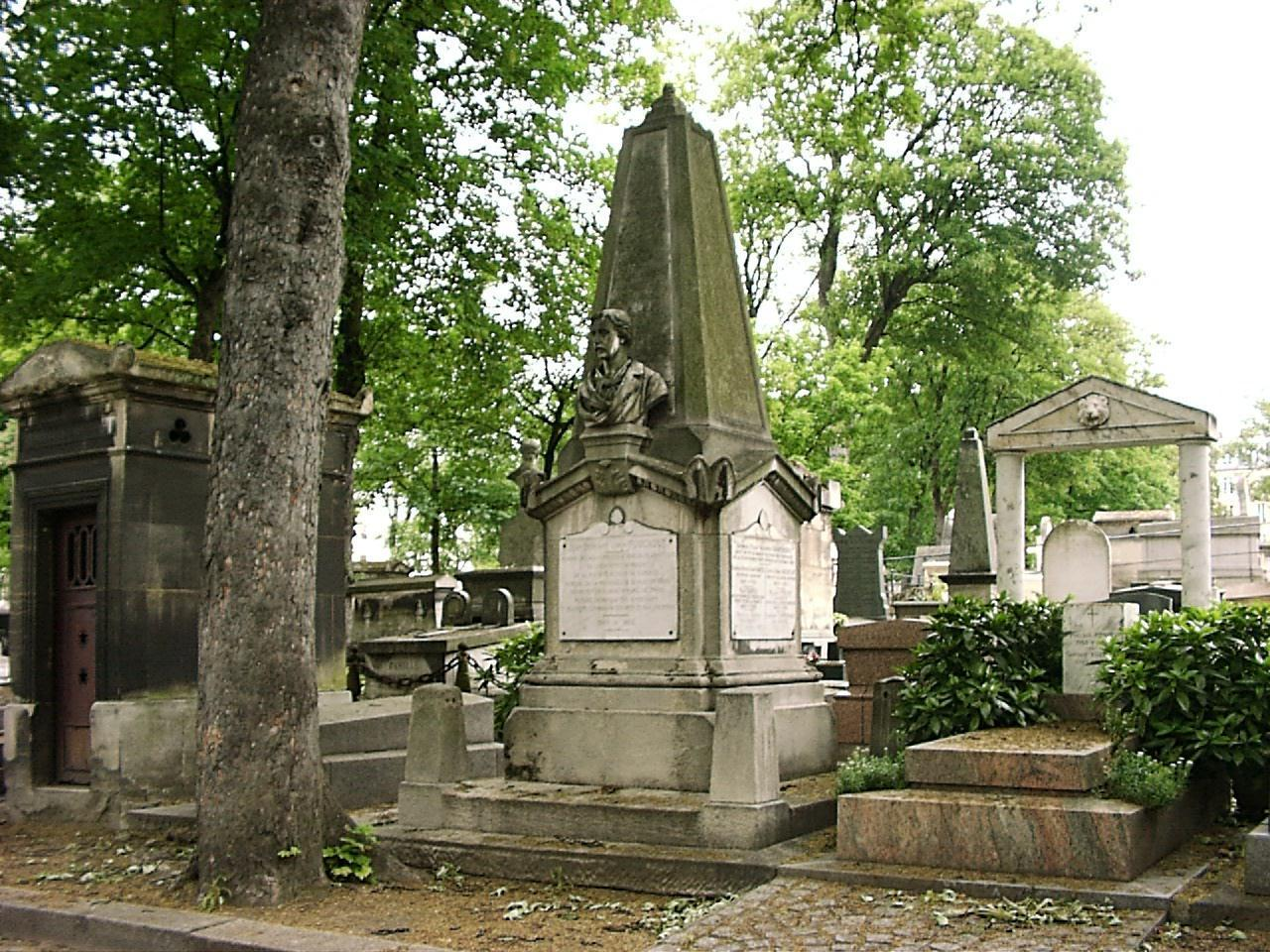
Могила Жана Бернара Леона Фуко на кладбище Монмартр.

В 1862 году Фуко экспериментально определил скорость света, снабдив вращающееся зеркало своей лабораторной установки турбиной на сжатом воздухе, и использовав систему из нескольких отражающих зеркал для увеличения пути светового луча. Он получил значение 298000км/с ±500км/с, что было на 10000км/с меньше предшествующих измерений проведенных Ипполитом Физо в 1849 году. Результат, полученный Фуко, был крайне точен для своего времени: он отличался лишь на 0,6 % от значения, принятого в настоящее время за эталон (299792458м/с).

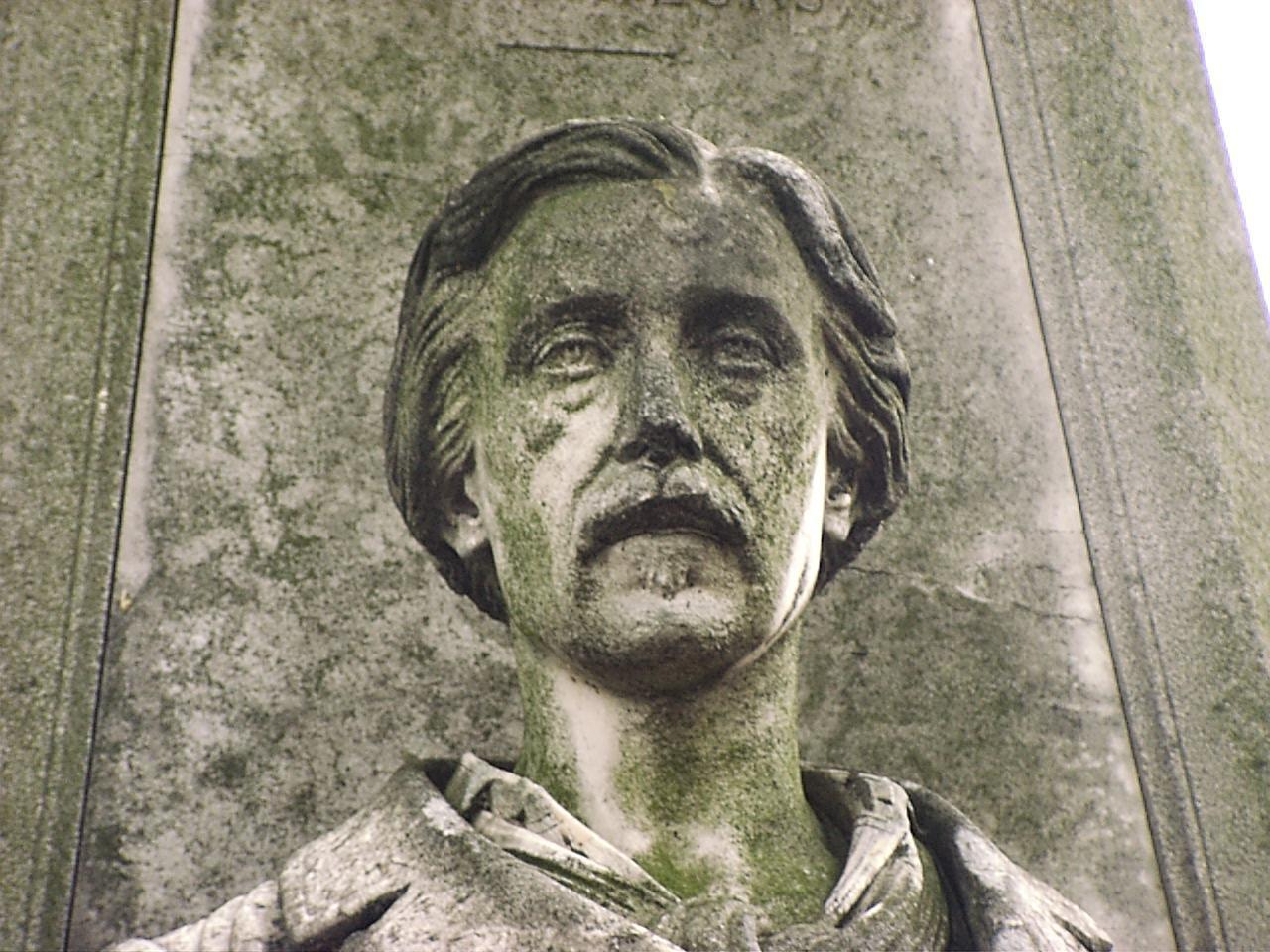
Часть могилы Фуко

В том же году Фуко был назначен членом Бюро долгот и произведен в офицеры ордена Почетного легиона. В 1864 году он был избран иностранным членом Лондонского королевского общества, а в следующем году вошел в секцию механики Парижской академии наук.
В 1866 году он показал, как, нанеся тонкий прозрачный слой серебра на внешнюю сторону стекла телескопа, можно наблюдать Солнце без вреда для глаз.
Леон Фуко умер холостым в своем доме, предположительно от быстро прогрессирующей формы рассеянного склероза. Он похоронен на кладбище Монмартр.

## Научное наследие и память
- Имя Фуко высечено на Эйфелевой башне.
- В 1935 году Международный астрономический союз присвоил имя Фуко кратеру на видимой стороне Луны.
- Все работы Фуко изданы в особом томе: L. Foucault, «Recueil des travaux scientifiques, mis en ordre par Gariel, précédé d’une notice par Bertrand» (4, Париж, 1878).